# Шепелев, Николай Петрович
Николай Петрович Шепелев (11 июня 1938, село Будённый, Белгородская область — 4 ноября 2015, Москва) — ректор Центрального института повышения квалификации руководящих работников и специалистов народного хозяйства в области патентной работы. Начальник Управления кадров, патентных поверенных и повышения квалификации Комитета Российской Федерации по патентам и товарным знакам, член Коллегии Роспатента и Научно-технического совета Роспатента и ФИПС. Почётный сотрудник ФГУ ФИПС.

## Биография
Окончил Московский химико-технологический институт имени Д. И. Менделеева, аспирантуру химического факультета МГУ им. М.В. Ломоносова, кандидат химических наук.
С 1961 года работал в системе Роспатента. Прошел путь от эксперта до директора НИИГПЭ, учёного секретаря ФГУ ФИПС.

## Научные труды
Опубликовано более 120 научных трудов.

## Награды
- Медаль «За доблестный труд. В ознаменование 100-летия со дня рождения В. И. Ленина»
- Медаль «Ветеран труда»
- Медаль «В память 850-летия Москвы»
- Почётный знак Роспатента
- Почётная медаль Международной академии авторов научных открытий и изобретений «За заслуги в деле изобретательства»
- Медаль «Честь и польза» Международного Благотворительного Фонда «Меценаты столетия»
- Почётные грамоты Роспатента, Российского общества «Знание», Всемирной организации интеллектуальной собственности, Всероссийского общества изобретателей и рационализаторов, Международного Салона «Архимед»[1].